# صاروخ حراري نووي نابض

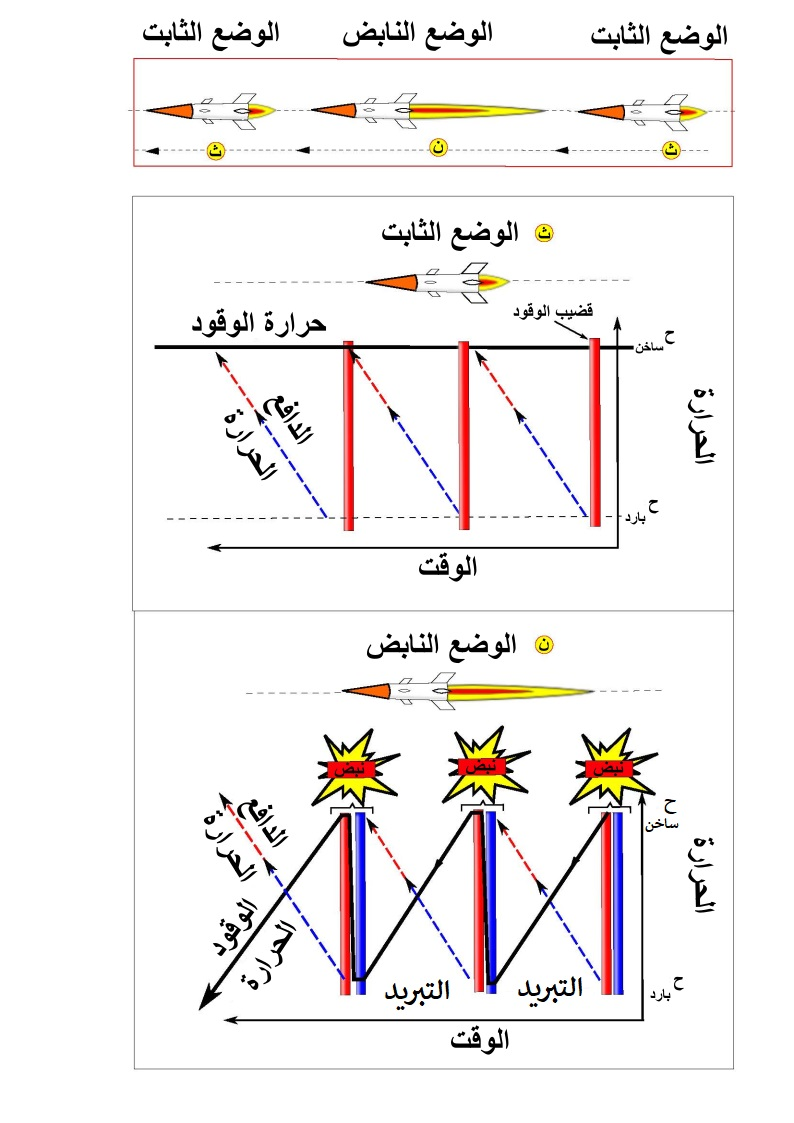
تسلسل للمناورة الثابتة النابضة الثابتة لصاروخ نووي حراري نابض.
أثناء الوضع الثابت (يعمل بقوة اسمية ثابتة) ، تكون درجة حرارة الوقود ثابتة دائمًا (الخط الأسود الصلب) ، ويأتي دافع الوقود باردًا (الخطوط المنقطة الزرقاء) يتم تسخينه في الغرفة ويتم استنفاده في الفوهة (الخط المنقط الأحمر). عندما يكون التضخيم في الدفع أو الدفع المحدد مطلوبًا ، يتم "تشغيل" القلب النووي إلى وضع نابض. في هذا الوضع ، يتم إخماد الوقود بشكل مستمر وتسخينه على الفور بواسطة النبضات. بمجرد عدم اشتراط متطلبات الدفع العالي والدفع المحدد ، يتم "تشغيل" القلب النووي إلى الوضع الثابت الأولي.

صاروخ حراري نووي نابض هو نوع من الصواريخ الحرارية النووية تم تطويره في جامعة البوليتكنيك في كاتالونيا بأسبانيا وتم تقديمه في مؤتمر الدفاع بالمعهد الأمريكي للملاحة الجوية والفضائية لعام 2016 من أجل الدفع وتضخيم الدفع.

## نبذة
الصاروخ الحراري النووي النابض عبارة عن صاروخ ثنائي الاتجاه قادر على العمل في محطة ثابتة بقوة ثابتة، وكذلك وضع النابض كمفاعل يشبه مفاعل تريغا، مما يجعل إنتاج تدفق النيوترون في فترات زمنية قصيرة بواسطة الطاقة العالية. على عكس المفاعلات النووية التي لا تزيد سرعات سائل التبريد فيها عن بضعة أمتار في الثانية، وبالتالي فإن الوقت المعتاد هو في ثوانٍ، في قلب الصواريخ بسرعات دون صوتية للدفع حوالي مئات الأمتار في الثانية.
يمكن استخدام الطاقة المكتسبة عن طريق نبض القلب النووي لتضخيم الدفع عن طريق زيادة تدفق الكتلة الدافعة، أو استخدام تدفق النيوترونات المكثف لإنتاج تضخيم نبضي محدد للغاية أعلى من صاروخ الإنشطار النووي، حيث يكون صاروخ حراري نووي نابض تقتصر درجة حرارة الدفع النهائية فقط عن طريق التبريد الإشعاعي بعد النبض.